# Конвексни омотач
Конвексни омотач скупа тачака Х еуклидског простора или еуклидске равни је математички појам који означава најмањи конвексни скуп који садржи Х. Ако је на пример Х коначан подскуп тачака једне равни, његов конвексни омотач би могао да се представи помоћу гумице која би се растегла тако да обухвати све тачке и затим пустила да се затегне око њих.